# Larry Adler
Lawrence Cecil Adler (Baltimora, 10 febbraio 1914 – Londra, 6 agosto 2001) è stato un armonicista statunitense, tra i più abili suonatori del mondo di armonica.
Compositori come Ralph Vaughan Williams, Malcolm Arnold, Darius Milhaud e Arthur Benjamin hanno composto brani per lui.
Nel 1994 ha realizzato l'album The Glory of Gershwin, a cui partecipano Peter Gabriel, Chris De Burgh, Sting, Lisa Stansfield, Elton John, Carly Simon, Elvis Costello, Cher, Kate Bush, Jon Bon Jovi, Oleta Adams, Willard White, Sinéad O'Connor, Robert Palmer, Meat Loaf, Issy van Randwyck, Courtney Pine, George Martin.